# Cal Mandri (Sarrià)
Cal Mandri. o casa Josepa Rossell, és un edifici situat al carrer Major de Sarrià, 173, al barri de Sarrià de Barcelona. Està catalogat com a bé amb elements d'interès (categoria C).

## Història
El 1855, Francesc Mandri Castellet va adquirir una antiga masia, que es coneixeria com Cal Mandri. El 1888, Francesc de Paula Mandri Dezo i la seva dona Josefa Rossell i Bages encarregaren a l'arquitecte Enric Sagnier la construcció d'un habitatge unifamiliar sobre els fonaments de la masia, acabant l'obra, d'estil neomodernista, el 1910.
El matrimoni no va tenir descendència i la casa va ser heretada per la família Beltran, nebots dels Mandri. El bisbe Josep Torras i Bages, cosí de Josepa Rossell, hi va viure durant un temps. El 1949 la va comprar Concepció Masó Golferichs, que encarregà a l'arquitecte Francesc de Paula Riera Clariana la remodelació de l'interior, per fer-hi cinc habitatges.

## Descripció
És un habitatge unifamiliar entre mitgeres, amb un pati lateral i un extens jardí (la finca té una superfície de 4.230 m²), que arriba fins al torrent de les Monges, actual parc de Joan Reventós. Hi destaca la torre potent que presideix l'angle nord de l'edifici, tot flanquejant l'accés al jardí. La coberta, amb teules de colors verd i vermell, té gran alerons. A la façana, decorada amb esgrafiats als guardapols de les finestres, destaca una balconada de pedra amb motius florals i una tribuna. Els baixos estan revestits amb pedra natural, a manera de sòcol.
Al jardí hi ha una capella, probablement obra també de Sagnier. Els jardins van ser dissenyats per Jordi Jové i Permanyer imitant l'estil eclèctic de l'arquitecte i paisatgista Nicolau Rubió i Tuduri. A principis del segle XX tenien un aspecte esplendorós, però actualment estan naturalitzats. Hi apareixen escuts amb certa simbologia maçònica.